# Scinax melanodactylus
Scinax melanodactylus es una especie de anfibio anuro de la familia Hylidae.

## Distribución geográfica
Esta especie es endémica de Brasil. Se encuentra en las zonas costeras del norte de Espírito Santo en Sergipe.

## Publicación original
- Lourenço, Luna & Pombal, 2014: A new species of the Scinax catharinae group (Anura: Hylidae) from northeastern Brazil. Zootaxa, n.º 3889, p. 259–276.[2]